# Perfect (chanson de Fairground Attraction)
Pour les articles homonymes, voir Perfect.
Singles de Fairground Attraction
Find My Love
(1988)
Perfect est une chanson interprétée par le groupe de pop/folk britannique Fairground Attraction, écrite et composée par son guitariste Mark E. Nevin.
Il s'agit du premier single du groupe, sorti le 31 mars 1988, extrait de l'album The First of a Million Kisses.
La chanson connaît un succès international et se classe en tête des ventes au Royaume-Uni, en Irlande, en Australie et en Afrique du Sud.

## Distinction
Perfect remporte le Brit Award du meilleur single britannique en 1989 tandis que l'album The First of a Million Kisses est sacré meilleur album britannique,.

## Classements hebdomadaires
| Classements (1988)                     | Meilleure position |
| -------------------------------------- | ------------------ |
| Afrique du Sud (Springbok Radio)       | 1                  |
| Allemagne (GfK Entertainment)          | 5                  |
| Australie (ARIA)                       | 1                  |
| Autriche (Ö3 Austria Top 40)           | 19                 |
| Belgique (Flandre Ultratop 50 Singles) | 4                  |
| États-Unis (Billboard Hot 100)         | 80                 |
| France (SNEP)                          | 50                 |
| Irlande (IRMA)                         | 1                  |
| Norvège (VG-lista)                     | 10                 |
| Nouvelle-Zélande (RMNZ)                | 4                  |
| Pays-Bas (Nederlandse Top 40)          | 3                  |
| Pays-Bas (Single Top 100)              | 5                  |
| Royaume-Uni (UK Singles Chart)         | 1                  |
| Suède (Sverigetopplistan)              | 2                  |
| Suisse (Schweizer Hitparade)           | 5                  |

## Certifications
| Pays             | Certification | Unités certifiées |
| ---------------- | ------------- | ----------------- |
| Royaume-Uni (BPI | Argent        | 250 000           |
| Suède (GLF)      | Or            | 25 000            |